# Malatyaspor
Ne doit pas être confondu avec Yeni Malatyaspor.
Maillots
Le Malatyaspor est un club de football turc basé à Malatya.

## Historique
- 1966 : fondation du club
- 2003 : 1re participation à une Coupe d'Europe (C3, saison 2003/04)

## Parcours
- Championnat de Turquie : 1984-1990, 2001-2006
- Championnat de Turquie D2 : 1967-1968, 1973-1977, 1980-1984, 1990-2001, 2006-2009
- Championnat de Turquie D3 : 1968-1973, 1977-1980, 2009-2010
- Championnat de Turquie D4 : 2010-2011